# Mario Santana
Mario Alberto Santana (* 25. Dezember 1981 in Comodoro Rivadavia) ist ein argentinischer ehemaliger Fußballspieler.

## Vereine
Der Mittelfeldspieler begann seine Karriere bei CA San Lorenzo de Almagro in Argentinien. Hier spielte er insgesamt drei Saisons in der ersten Mannschaft, ehe er während der Saison 2001/02 zur AC Venedig in die italienische Serie A wechselte. Zur nächsten Saison wechselte Santana dann zu US Palermo in die Serie B, wo er auf Anhieb zum Stammspieler reifte. Dank seiner überzeugenden Leistungen wurde er 2003 vom Serie-A-Verein Chievo Verona abgeworben. Als jedoch Palermo zur Saison 2004/05 in die Serie A aufstieg, kehrte Santana zu seinem Ex-Verein zurück, wo er seither zu den wichtigsten Teamstützen gehört. Zur Saison 2006/07 wechselte Santana zum Serie-A-Konkurrenten AC Florenz.

## Nationalmannschaft
Dank seiner konstant starken Leistungen bei der US Palermo kam Santana am 18. August 2004 bei einem Spiel gegen Japan (2:1) zu seinem ersten Einsatz in der argentinischen Nationalmannschaft. In der Folge nahm er mit dem Nationalteam am Konföderationen-Pokal 2005 teil, wo Argentinien den zweiten Platz erreichte. In der WM-Saison wurde Santana bis dato nicht mehr berücksichtigt. Er kam bisher in sieben Länderspielen zum Einsatz.

## Erfolge
- Argentinischer Meister: 2001